# Drifter (Band)

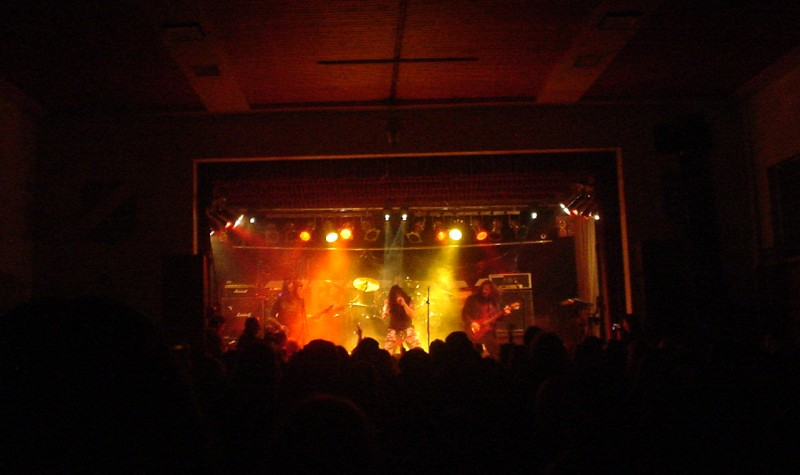
Drifter bei der Warm-up-Show zum Keep It True VI

Drifter ist eine Schweizer Thrash-Metal-Band.

## Bandgeschichte
Die Band wurde 1981 vom Gitarristen Peter Wolff gegründet, damals noch unter anderem Namen. 1983 stiess der Ivano Marcon dazu und der Name wurde in Drifter geändert. Aufgrund von guten Reviews in Musikmagazinen erhält die Band einige Aufmerksamkeit und setzt vom Demotape Tales Of Dragonia alleine über Mailorder mehr als 500 Exemplare ab. Auch das zweite Demotape Beyond The Burning Circles wird über 700 mal abgesetzt; beachtlich für eine Zeit, in der die Promotion nahezu vollständig auf postalischem Weg erfolgte. Aufgrund dieses Erfolgs, konnten Drifter im April 1987 als Local Support beim Slayer Konzert in Zürich spielen und kurz darauf einen Vertrag beim Hamburger Major Label Teldec unterzeichnen. Dies ist der erste Vertrag, den eine deutschsprachige Power-/Thrash-Metal-Band bei einem Major Label unterzeichnen kann und wird in der einschlägigen Presse als Sensation gefeiert. Mittlerweile legt die Band ihr Fantasy Image ab und veröffentlicht zwei Alben: Reality Turns to Dust (1987) und Nowhere to Hide (1988). Bei zwei Songs des letzten Albums wirkte Phil Campbell, Gitarrist bei Motörhead, als Gastmusiker mit.
1989, kurz nach dem Release Nowhere to Hide und einer Europatournee mit Manowar steht der Band ein potentieller Durchbruch bevor. Doch aufgrund von Internen Differenzen kommt es zum Austritt des Sängers Tommy Lion, dem kurz darauf auch der Drummer Guido Kirschke folgt. Obwohl die verbliebenen Mitglieder probieren die Band aufrechtzuerhalten und noch ein weiteres Demo veröffentlichen, kommt es 1991 zur endgültigen Auflösung.
Nach dem Ausstieg von Tommy Lion bei Stormhammer kommt es zur Reunion der Band allerdings noch unter dem Namen Mana Prime. Am 18. März 2006 gibt die Band bei einem Auftritt im Rock-City, Uster ihr Comeback als Drifter und beginnt wieder Konzerte zu spielen, unter anderem auch am Keep It True Festival.
Nach dem Ausstieg von Tommy Lion im Juli 2011, wurde beschlossen, die Aktivitäten der Band Ende 2011 einzustellen. Die Homepage wird nicht mehr aktualisiert.

## Trivia
Der Drifter Schriftzug wurde von Tom Fischer und Martin Ain (beide: Celtic Frost) entworfen.

## Diskografie
- Tales Of Dragonia (1985; Demo)
- Beyond The Burning Circles (1987; Demo)
- Reality Turns To Dust (1988; Frontrow, Teldec Schallplatten GmbH)
- Nowhere To Hide (1989; Frontrow, Teldec Record Service GmbH)
- The Demos 1985 & 1986 (2006; Stormspell Records)